# Jan Olieschlager
Jan Olieschlager, of Olivarius (Gent ca. 1545 - Kamerijk vóór 1624) was een Zuid-Nederlands humanistisch geleerde.

## Levensloop
Olieschlager verliet op jonge leeftijd Gent om in Parijs te gaan studeren. Hij volgde er lessen bij Adries Turnèbe en Pierre La Ramée. Pas zeventien geworden begon hij zelf les te geven in Grieks en gaf hij analyses van schrijvers zoals Pindarus en Callimachus.
Nadat hij een tijdje les had gegeven in Gent, vervoegde hij zich bij Gentenaar Johannes Otho in Duisburg. Hij werd er ondermeester van de school en gaf les in Latijn en Grieks.
In 1575 ging hij in op de uitnodiging van zijn familielid, Livinus Pontanus om aan de universiteit van Dowaai Grieks en Welsprekendheid te komen doceren. Hij verliet hiermee het protestantse Duisburg voor het katholieke Dowaai.
Terwijl hij doceerde, begon hij opnieuw te studeren en werd licentiaat in de rechten. Dit bracht een wijziging mee in zijn loopbaan en hij werd pensionaris van Dowaai.
Ondertussen bleef hij geleerde werken publiceren, waarmee hij onder zijn tijdgenoten een aanzienlijke reputatie verwierf. Sweertius zei over hem: Vir utriusque lingua peritus, poeta elegans,orator gravis, philosophus non vulgaris, in historiis omnibus versatissimus.
Olieschlager alias Olivarius is niet te verwarren met twee andere 16de-eeuwse naamdragers: de neolatijnse dichter Oliverius of Jean d'Olivier, bisschop van Angers en de filoloog Pierre-Jean Olivarius.

## Publicaties
- Divi Prosperi Aquitanici episcopi Rghegiensis opera (...), Douai, 1577 (over de geschriften van de heilige Prosper).
- Michaeus, tragedie opgevoerd in Gent
- Nabuchodonosor, tragedie opgevoerd in Gent
- Verscheidene gedichten